# Dimitry Bertaud
Dimitry Bertaud (Montpellier, 6 giugno 1998) è un calciatore francese naturalizzato congolese (Repubblica Democratica del Congo), portiere del Montpellier e della nazionale della Repubblica Democratica del Congo.

## Carriera

### Club
Cresciuto nel settore giovanile del Montpellier, debutta in prima squadra il 24 ottobre 2017 in occasione dell'incontro di Coupe de la Ligue vinto 2-0 contro il Guingamp. Il 20 gennaio 2019 debutta in Ligue 1, giocando da titolare il match contro il Rennes terminato a reti inviolate.

### Nazionale
Membro delle selezioni giovanili francesi, nel 2017 ha preso parte al Torneo di Tolone con la Francia U-20.

## Statistiche

### Presenze e reti nei club
Statistiche aggiornate al 28 maggio 2025.
| Stagione             | Squadra              | Campionato           | Campionato | Campionato | Coppe nazionali | Coppe nazionali | Coppe nazionali | Coppe continentali | Coppe continentali | Coppe continentali | Altre coppe | Altre coppe | Altre coppe | Totale | Totale | Totale |
| Stagione             | Squadra              | Comp                 | Pres       | Reti       | Comp            | Pres            | Reti            | Comp               | Pres               | Reti               | Comp        | Pres        | Reti        | Pres   | Reti   |        |
| -------------------- | -------------------- | -------------------- | ---------- | ---------- | --------------- | --------------- | --------------- | ------------------ | ------------------ | ------------------ | ----------- | ----------- | ----------- | ------ | ------ | ------ |
| 2014-2015            | Montpellier 2        | CFA                  | 10         | -17        | -               | -               | -               | -                  | -                  | -                  | -           | -           | -           | 10     | -17    |        |
| 2015-2016            | Montpellier 2        | CFA2                 | 6          | -7         | -               | -               | -               | -                  | -                  | -                  | -           | -           | -           | 6      | -7     |        |
| 2016-2017            | Montpellier 2        | CFA                  | 12         | -23        | -               | -               | -               | -                  | -                  | -                  | -           | -           | -           | 12     | -23    |        |
| 2017-2018            | Montpellier 2        | N3                   | 21         | -25        | -               | -               | -               | -                  | -                  | -                  | -           | -           | -           | 21     | -25    |        |
| 2018-2019            | Montpellier 2        | N3                   | 9          | -9         | -               | -               | -               | -                  | -                  | -                  | -           | -           | -           | 9      | -9     |        |
| 2019-2020            | Montpellier 2        | N2                   | 2          | -4         | -               | -               | -               | -                  | -                  | -                  | -           | -           | -           | 2      | -4     |        |
| Totale Montpellier 2 | Totale Montpellier 2 | Totale Montpellier 2 | 60         | -85        |                 | -               | -               |                    | -                  | -                  |             | -           | -           | 60     | -85    |        |
| 2017-2018            | Montpellier          | L1                   | 0          | 0          | CF+CdL          | 1+3             | -3 + -1         | -                  | -                  | -                  | -           | -           | -           | 4      | -4     |        |
| 2018-2019            | Montpellier          | L1                   | 1          | 0          | CF+CdL          | 0+1             | 0 + -3          | -                  | -                  | -                  | -           | -           | -           | 2      | -3     |        |
| 2019-2020            | Montpellier          | L1                   | 3          | -3         | CF+CdL          | 1+2             | 0 + -3          | -                  | -                  | -                  | -           | -           | -           | 6      | -6     |        |
| 2020-2021            | Montpellier          | L1                   | 9          | -11        | CF              | 5               | -4              | -                  | -                  | -                  | -           | -           | -           | 14     | -15    |        |
| 2021-2022            | Montpellier          | L1                   | 11         | -20        | CF              | 3               | -1              | -                  | -                  | -                  | -           | -           | -           | 14     | -21    |        |
| 2022-2023            | Montpellier          | L1                   | 0          | 0          | CF              | -               | -               | -                  | -                  | -                  | -           | -           | -           | 0      | 0      |        |
| 2023-2024            | Montpellier          | L1                   | 4          | -11        | CF              | -               | -               | -                  | -                  | -                  | -           | -           | -           | 4      | -11    |        |
| 2024-2025            | Montpellier          | L1                   | 4          | -11        | CF              | 1               | -4              | -                  | -                  | -                  | -           | -           | -           | 5      | -15    |        |
| Totale Montpellier   | Totale Montpellier   | Totale Montpellier   | 32         | -56        |                 | 17              | -19             |                    | -                  | -                  |             | -           | -           | 49     | -75    |        |
| Totale carriera      | Totale carriera      | Totale carriera      | 92         | -141       |                 | 17              | -19             |                    | -                  | -                  |             | -           | -           | 109    | -160   |        |

### Cronologia presenze e reti in nazionale
| Cronologia completa delle presenze e delle reti in nazionale ― RD del Congo | Cronologia completa delle presenze e delle reti in nazionale ― RD del Congo | Cronologia completa delle presenze e delle reti in nazionale ― RD del Congo | Cronologia completa delle presenze e delle reti in nazionale ― RD del Congo | Cronologia completa delle presenze e delle reti in nazionale ― RD del Congo | Cronologia completa delle presenze e delle reti in nazionale ― RD del Congo | Cronologia completa delle presenze e delle reti in nazionale ― RD del Congo | Cronologia completa delle presenze e delle reti in nazionale ― RD del Congo |
| Data                                                                        | Città                                                                       | In casa                                                                     | Risultato                                                                   | Ospiti                                                                      | Competizione                                                                | Reti                                                                        | Note                                                                        |
| --------------------------------------------------------------------------- | --------------------------------------------------------------------------- | --------------------------------------------------------------------------- | --------------------------------------------------------------------------- | --------------------------------------------------------------------------- | --------------------------------------------------------------------------- | --------------------------------------------------------------------------- | --------------------------------------------------------------------------- |
| 17-10-2023                                                                  | Setúbal                                                                     | Angola                                                                      | 0 – 0                                                                       | RD del Congo                                                                | Amichevole                                                                  | -                                                                           |                                                                             |
| 6-1-2024                                                                    | Dubai                                                                       | RD del Congo                                                                | 0 – 0                                                                       | Angola                                                                      | Amichevole                                                                  | -                                                                           | 60’                                                                         |
| 10-2-2024                                                                   | Abidjan                                                                     | Sudafrica                                                                   | 0 – 0 (6 – 5 dtr)                                                           | RD del Congo                                                                | Coppa d'Africa 2023 - Finale 3º posto                                       | -                                                                           |                                                                             |
| 6-6-2024                                                                    | Diamniadio                                                                  | Senegal                                                                     | 1 – 1                                                                       | RD del Congo                                                                | Qual. Mondiali 2026                                                         | -1                                                                          |                                                                             |
| 9-6-2024                                                                    | Kinshasa                                                                    | RD del Congo                                                                | 1 – 0                                                                       | Togo                                                                        | Qual. Mondiali 2026                                                         | -                                                                           |                                                                             |
| 6-9-2024                                                                    | Kinshasa                                                                    | RD del Congo                                                                | 1 – 0                                                                       | Guinea                                                                      | Qual. Coppa d'Africa 2025                                                   | -                                                                           |                                                                             |
| 9-9-2024                                                                    | Dar-es-Salaam                                                               | Etiopia                                                                     | 0 – 2                                                                       | RD del Congo                                                                | Qual. Coppa d'Africa 2025                                                   | -                                                                           |                                                                             |
| 10-10-2024                                                                  | Kinshasa                                                                    | RD del Congo                                                                | 1 – 0                                                                       | Tanzania                                                                    | Qual. Coppa d'Africa 2025                                                   | -                                                                           |                                                                             |
| 15-10-2024                                                                  | Dar-es-Salaam                                                               | Tanzania                                                                    | 0 – 2                                                                       | RD del Congo                                                                | Qual. Coppa d'Africa 2025                                                   | -                                                                           |                                                                             |
| 16-11-2024                                                                  | Abidjan                                                                     | Guinea                                                                      | 1 – 0                                                                       | RD del Congo                                                                | Qual. Coppa d'Africa 2025                                                   | -1                                                                          |                                                                             |
| 21-3-2025                                                                   | Kinshasa                                                                    | RD del Congo                                                                | 1 – 0                                                                       | Sudan del Sud                                                               | Qual. Mondiali 2026                                                         | -                                                                           |                                                                             |
| 25-3-2025                                                                   | Nouakchott                                                                  | Mauritania                                                                  | 0 – 2                                                                       | RD del Congo                                                                | Qual. Mondiali 2026                                                         | -                                                                           |                                                                             |
| 5-6-2025                                                                    | Orléans                                                                     | RD del Congo                                                                | 1 – 0                                                                       | Mali                                                                        | Amichevole                                                                  | -                                                                           |                                                                             |
| Totale                                                                      |                                                                             | Presenze                                                                    | 13                                                                          |                                                                             | Reti                                                                        | -2                                                                          |                                                                             |